# 林雲銘
林云铭（1628年—1697年），字西仲，号损斋。福建侯官（今福州市）人。

## 生平
顺治十五年（1658年），中进士，授徽州府通判。耿精忠起事时，林云铭正在家中，被囚18个月。清军入闽击败耿军后获释。